# Cornelis Vreeswijkmuseet
Cornelis Vreeswijkmuseet var ett svenskt museum, som drevs av den ideella föreningen Cornelis Vreeswijksällskapet. Det invigdes på trubaduren Cornelis Vreeswijks födelsedag den 8 augusti 2000 av hans son Jack Vreeswijk. Museet låg vid Trångsund i Gamla Stan i Stockholm i ett hus från 1522. Museet lades ned 2011.
På museet fanns en utställning om Cornelis Vreeswijks liv av Åke Arenhill och konstnären Agneta Brunius, som även har målat trubadurens porträtt på Statens porträttsamlingar på Gripsholms slott, samt mängder av Cornelis-kuriosa. Till exempel fanns på museet den omtalade guldpenna, som införskaffades enkom för att signera ett "guldkantat" internationellt artistkontrakt med skivbolaget Philips 1973, där tanken var att lansera Vreeswijk även i tysk- och engelskspråkiga länder.
I källarvalven under museet låg på 1960-talet "Visklubben Kurbitz", där Cornelis Vreeswijk uppträdde vid ett flertal tillfällen.